# Berta di Sulzbach
Berta di Sulzbach (Sulzbach-Rosenberg, 1110 – Costantinopoli, 29 agosto 1159) è stata un'imperatrice bizantina.
Dopo il matrimonio con Manuele I Comneno mutò il proprio nome in Irene.

## Biografia

### Origini
Figlia di Berengario II, conte di Sulzbach e di Adelaide di Dießen-Wolfratshausen, suo fratello era Gebeardo III di Sulzbach e sua sorella, Gertrude di Sulzbach, sposò il futuro re dei Romani Corrado di Svevia. Un'altra sua sorella era Luitgarda, che sposò con il conte di Lovanio e duca di Bassa Lorena Goffredo II ed un'ulteriore sorella era Matilda, che sposò il margravio d'Istria, margravio di Carniola e margravio di Toscana della stirpe degli Sponheim Enghelberto III.

### Il matrimonio
Cercando una alleanza contro Ruggero II di Sicilia, l'imperatore d'Oriente Giovanni II Comneno inviò degli emissari in Germania, chiedendo a re Corrado III una principessa della sua casata da dare in sposa al figlio, Manuele I Comneno. La scelta cadde su Berta, che però, in quanto figlia di un semplice conte, non era un partito adeguato. Per questo, prima di proporla, Corrado adottò la cognata. Nella Epifania del 1146 Berta sposò Manuele I Comneno, mutando il proprio nome in Irene (nome bizantino).
Nel 1148, Corrado si recò a Costantinopoli. Berta ne fu felice, visto che viveva in un paese dove i latini non venivano visti di buon occhio; i rapporti con Manuele non andavano bene: quest'ultimo trascurava la moglie e intratteneva rapporti con altre donne.
Berta diede a Manuele due figlie: Maria Comnena e Anna, che morì infante. 
Berta morì nel 1159.

## Ascendenza
|                                           |                              |                                           | Genitori                                      |  |  | Nonni |  |  | Bisnonni                      |  |  | Trisnonni |  |
|                                           |                              |                                           |                                               |  |  |       |  |  | Gebeardo I, conte di Sulzbach |  |  | …         |  |
|                                           |                              |                                           |                                               |  |  |       |  |  | Gebeardo I, conte di Sulzbach |  |  | …         |  |
|                                           |                              | …                                         |                                               |  |  |       |  |  | Gebeardo I, conte di Sulzbach |  |  |           |  |
| Gebeardo II, conte di Sulzbach            |                              |                                           |                                               |  |  |       |  |  | Gebeardo I, conte di Sulzbach |  |  |           |  |
|                                           |                              | Adelaide di Nordgau                       | …                                             |  |  |       |  |  |                               |  |  |           |  |
|                                           |                              | Adelaide di Nordgau                       | …                                             |  |  |       |  |  |                               |  |  |           |  |
|                                           |                              | Adelaide di Nordgau                       | …                                             |  |  |       |  |  |                               |  |  |           |  |
| Berengario II, conte di Sulzbach          |                              | Adelaide di Nordgau                       |                                               |  |  |       |  |  |                               |  |  |           |  |
|                                           |                              | Cuno I di Rott, conte palatino di Baviera | Poppone II di Rott, conte palatino di Baviera |  |  |       |  |  |                               |  |  |           |  |
|                                           |                              | Cuno I di Rott, conte palatino di Baviera | Poppone II di Rott, conte palatino di Baviera |  |  |       |  |  |                               |  |  |           |  |
|                                           |                              | Cuno I di Rott, conte palatino di Baviera | Hazaga di Carinzia                            |  |  |       |  |  |                               |  |  |           |  |
| Ermengarda di Rott                        |                              | Cuno I di Rott, conte palatino di Baviera |                                               |  |  |       |  |  |                               |  |  |           |  |
|                                           |                              | Uta di Diessen                            | Federico II, conte di Diessen                 |  |  |       |  |  |                               |  |  |           |  |
|                                           |                              | Uta di Diessen                            | Federico II, conte di Diessen                 |  |  |       |  |  |                               |  |  |           |  |
|                                           |                              | Uta di Diessen                            | Hadamut di Eppenstein                         |  |  |       |  |  |                               |  |  |           |  |
| Berta di Sulzbach                         |                              | Uta di Diessen                            |                                               |  |  |       |  |  |                               |  |  |           |  |
|                                           | Bertoldo II, conte di Dießen | Federico I, conte di Dießen               |                                               |  |  |       |  |  |                               |  |  |           |  |
|                                           | Bertoldo II, conte di Dießen | Federico I, conte di Dießen               |                                               |  |  |       |  |  |                               |  |  |           |  |
|                                           | Bertoldo II, conte di Dießen | Emma di Jöningen                          |                                               |  |  |       |  |  |                               |  |  |           |  |
| Ottone II, conte di Dießen-Wolfratshausen | Bertoldo II, conte di Dießen |                                           |                                               |  |  |       |  |  |                               |  |  |           |  |
|                                           |                              | N. di Hohenwart                           | Corrado, conte di Hohenwarth                  |  |  |       |  |  |                               |  |  |           |  |
|                                           |                              | N. di Hohenwart                           | Corrado, conte di Hohenwarth                  |  |  |       |  |  |                               |  |  |           |  |
|                                           |                              | N. di Hohenwart                           | …                                             |  |  |       |  |  |                               |  |  |           |  |
| Adelaide di Dießen-Wolfratshausen         |                              | N. di Hohenwart                           |                                               |  |  |       |  |  |                               |  |  |           |  |
|                                           |                              | Ernesto di Babenberg, margravio d'Austria | Adalberto di Babenberg, margravio d'Austria   |  |  |       |  |  |                               |  |  |           |  |
|                                           |                              | Ernesto di Babenberg, margravio d'Austria | Adalberto di Babenberg, margravio d'Austria   |  |  |       |  |  |                               |  |  |           |  |
|                                           |                              | Ernesto di Babenberg, margravio d'Austria | Frozza Orseolo                                |  |  |       |  |  |                               |  |  |           |  |
| Giustizia di Babenberg                    |                              | Ernesto di Babenberg, margravio d'Austria |                                               |  |  |       |  |  |                               |  |  |           |  |
|                                           |                              | Adelaide di Lusazia                       | Dedi I, margravio di Lusazia                  |  |  |       |  |  |                               |  |  |           |  |
|                                           |                              | Adelaide di Lusazia                       | Dedi I, margravio di Lusazia                  |  |  |       |  |  |                               |  |  |           |  |
|                                           |                              | Adelaide di Lusazia                       | Oda della marca orientale sassone             |  |  |       |  |  |                               |  |  |           |  |
|                                           |                              | Adelaide di Lusazia                       |                                               |  |  |       |  |  |                               |  |  |           |  |